# Belagerung von Saguntum
Koordinaten: 39° 41′ 0″ N, 0° 17′ 0″ W
Saguntum – Lilybaeum II – Rhone – Ticinus – Trebia – Cissa – Trasimenischer See – Ager Falernus – Geronium – Cannae – Nola I – Nola II – Ibera – Cornus – Nola III – Beneventum I – Syrakus – Tarentum I – Capua I – Beneventum II – Silarus – Herdonia I – Obere Baetis – Capua II – Herdonia II – Numistro – Asculum – Tarentum II – Neu Karthago – Baecula – Grumentum – Metaurus – Ilipa – Crotona – Große Felder – Cirta – Zama
Die Belagerung von Saguntum war ein 8 Monate dauerndes Gefecht um die Stadt Sagunt zwischen den mit den Römern verbündeten Iberern und Karthago im Jahre 218 v. Chr. Hannibal konnte die Stadt nach langer Belagerung einnehmen. Die Belagerung gilt als Auftakt des Zweiten Punischen Krieges.

## Vorgeschichte
Hannibal war mit seinem karthagischen Heer aus Nordafrika über das Mittelmeer auf die Iberische Halbinsel gekommen. Dort schlossen sich ihm zahlreiche Söldner aus keltiberischen Stämmen an, die mit Rom im Krieg standen. Aufgrund der einfacheren Marschwege folgte er der Küste um nach Italien zu kommen, wobei ihn viele Feinde Roms unterstützten. Doch gab es auch Gegner Hannibals in Spanien: Die Iberer, die mit den Römern verbündet waren, hatten in Spanien eine Revolte gegen die karthagischen Eindringlinge begonnen. Sie stürzten das große Marschheer immer wieder in Scharmützel und setzten den Karthagern durch schnelle Kavallerieangriffe immer wieder schwer zu. Um den Widerstand der aufsässigen Einheimischen zu zerschlagen, machte sich Hannibal auf, deren wichtige Festungsstadt Saguntum zu erobern. Es folgte eine langwierige Belagerung.

## Die Belagerung
Hannibal gelang es nicht die Stadtfestung zu erstürmen, da er über keine geeigneten Belagerungsgeräte verfügte. Da Saguntum nahe der Küste lag, und Hannibal kaum Schiffe zur Verfügung hatte, gelang es den Bewohnern der Stadt wiederholt, Nahrungsmittel auf dem Seeweg heranzuführen. Die Bewohner von Saguntum sandten Boten nach Rom mit der Bitte um ein Entsatzheer, dieses blieb aber aus. Die Belagerung zog sich monatelang hin, während die Stadtbewohner immer wieder Ausfälle unternahmen. Erst nach acht Monaten waren die Verteidiger soweit ausgehungert, dass sie sich Hannibal ergaben. 218 v. Chr. zogen die Karthager in die Stadt ein.

## Folgen
Hannibal ließ den Widerstand der Iberer blutig bestrafen: Die meisten Männer wurden getötet, Frauen und Kinder in die Sklaverei verkauft. Nach einigen Wochen Pause in Saguntum zog das karthagische Heer weiter. 
Die Belagerung von Saguntum ist ein Beweis für die Unterstützung Roms durch andere Völker in den Punischen Kriegen, und ein Indiz dafür, dass im Zweiten Punischen Krieg nicht nur Rom und Karthago Konfliktpartei waren.